# Siilinjärvis karbonatitfält

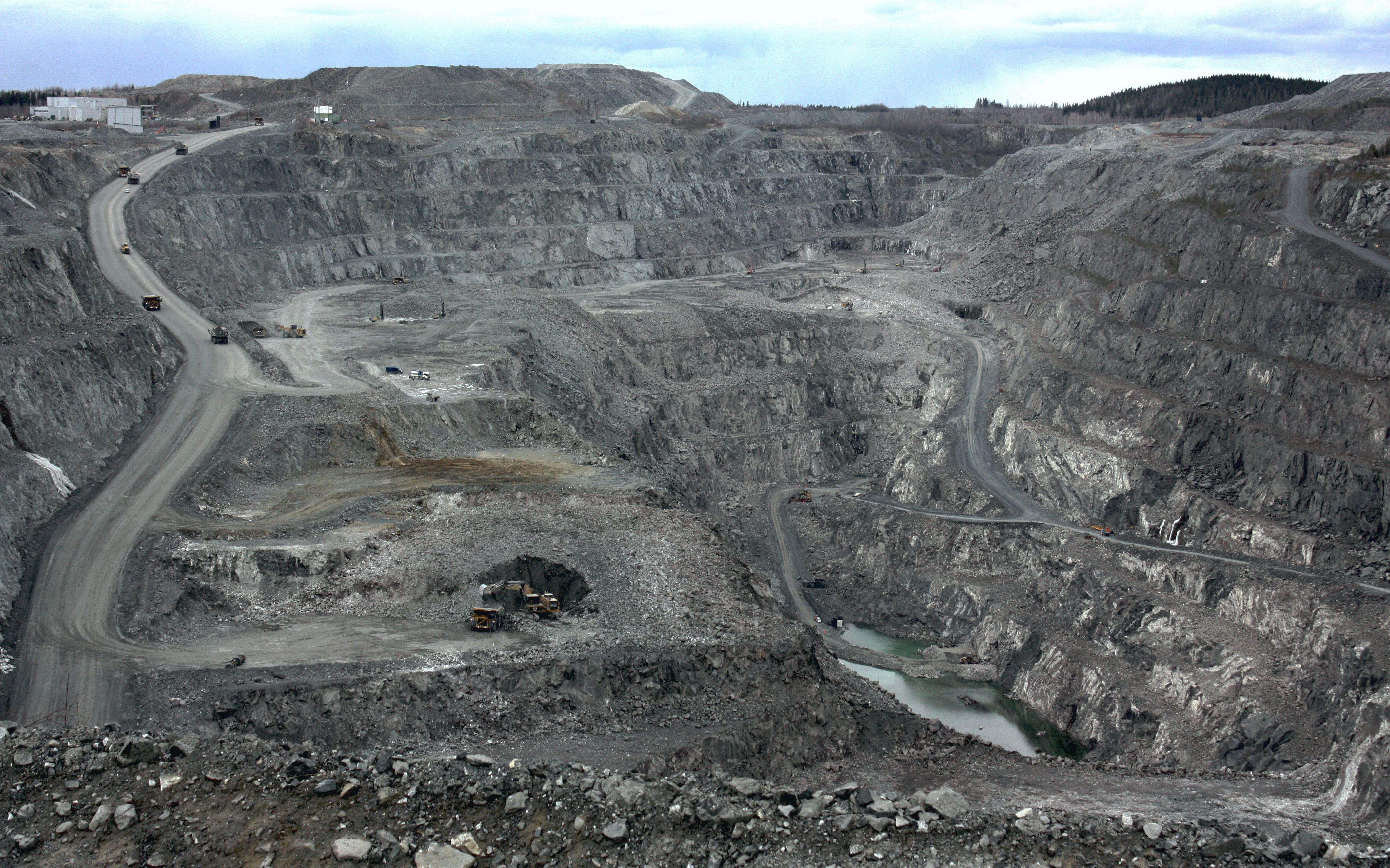
Huvudgruvhålet Särkijärvi som syns från den södra delen av gruvan i april 2016.

Siilinjärvis karbonatitfält är beläget nära staden Kuopio i centrala Finland. Det är uppkallat efter den närliggande byn Siilinjärvi, belägen cirka 5 km väster om den södra utbyggnaden av komplexet. Siilinjärvi är det näst största karbonatitfältet i Finland efter Sokligruvan samt ett av de äldsta karbonatitfälten på jorden med 2610±4 Ma. Karbonatitfältet består av en cirka 16 km lång brant lutande linsformig bas som omges av granitgnejs. Basens maximala bredd är 1,5 km och ytarean är 14,7 km2. Fältet upptäcktes år 1950 av geologiska forskningscentralen med hjälp av lokala mineralsamlare. Prospekteringsborrning påbörjades år 1958 av Lohjan Kalkkitehdas Oy. Typpi Oy fortsatte borra mellan åren 1964 och 1967; sedan tog Apatiitti Oy över mellan 1967 och 1968. Efter borrningarna byggdes laboratoriet och en testanläggning. Gruvan öppnades av Kemira Oyj år 1979 som ett öppet gruvhål. Verksamheten såldes till den norska industrikoncernen Yara år 2007.